# Howard Saint
Howard John Thomas Saint (1893. január 23. – ?) walesi származású brit katona, ászpilóta.

## Élete

### Ifjúkora
Howard John Thomas Saint 1893. január 23-án született Denbingshire-ben, Ruabon városában (az Egyesült Királyság walesi részén). 

### Katonai szolgálata
Korai katonai pályafutásáról nincs forrás. 1915-ben csatlakozott a Brit Királyi Tengerészeti Repülő Szolgálathoz (Royal Naval Air Service). Pilótaigazolványát a hendoni repülőiskolában szerezte meg Grahame-White biplán gépen, s a tengerészeti repülőkhöz mint repülő-alhadnagy került. Először az 5. repülőszázadnál repült, mint bombázópilóta, ám 1917. július 26-án a 10. brit tengerészeti századhoz helyezték át. 1917. augusztus 9-én szerezte meg első légi győzelmét egy Albatros D.III-as német repülőgép lelövésével. Alig öt napra rá  triplánjával ismételten győzedelmeskedett szintén egy Albatros D.III-as gép földre kényszerítésével. Alig két nappal második gépének lelövését követően Saint 1917. augusztus 16-án súlyos lábsérülést szenvedett egy bevetés során. Sérüléséből felépülve már augusztus 21-én és 25-én ismét győzelmet aratott. Szeptember 21-én szerezte meg 5. légi győzelmét amellyel bekerült az első világháború ászpilótái közé. Bátor tetteiért és helytállásáért megkapta a Kiváló Szolgálati Keresztet. A háború további részében Sopwith Camellel repült és két újabb győzelmet szerzett.
További életéről nincs forrás. 

### Légi győzelmei
| Sorszám | Dátum                | Egysége                            | Repülőgépe       | Ellenfele      |
| ------- | -------------------- | ---------------------------------- | ---------------- | -------------- |
| 1       | 1917. augusztus 9.   | 10. brit tengerészeti repülőszázad | Sopwith Triplane | Albatros D.III |
| 2       | 1917. augusztus 14.  | 10. brit tengerészeti repülőszázad | Sopwith Triplane | Albatros D.III |
| 3       | 1917. augusztus 21.  | 10. brit tengerészeti repülőszázad | Sopwith Triplane | Ismeretlen     |
| 4       | 1917. augusztus 25.  | 10. brit tengerészeti repülőszázad | Sopwith Triplane | Albatros D.V   |
| 5       | 1917. szeptember 21. | 10. brit tengerészeti repülőszázad | Sopwith Camel    | Albatros D.V   |
| 6       | 1917. szeptember 23. | 10. brit tengerészeti repülőszázad | Sopwith Camel    | Albatros D.V   |
| 7       | 1917. október 20.    | 10. brit tengerészeti repülőszázad | Sopwith Camel    | Albatros D.V   |